# Liste de minéraux (lettre A)
Pour un article plus général, voir Liste de minéraux
- abelsonite NiC32H36N4
- abénakiite-(Ce), cyclosilicate, de couleur brun pâle. Découverte au mont Saint-Hilaire, Rouville (Québec, Canada).
- abernathyite KU(AsO6) • 4 H2O arséniate. Découverte en 1956 au mont Temple, Emery (Utah, USA).
- abhurite Sn3O(OH)2Cl2 oxy-halogénure, incolore. Découverte en 1983 à Sharm Abhur, Djeddah (Arabie saoudite).
- abswurmbachite, silicate, de couleur brun foncé. Découverte en 1991 à Myli, Éwya, Éwoia (Grèce).
- acanthite Ag2S
- acarbodavyne, variété de davyne.
- achavalite FeSe
- actinote (minéral) Ca2(Mg,Fe)5Si8O22(OH)2
- acuminite, halogénure, incolore. Découverte en 1987 à Arsuk Fjord (Groenland).
- adamite (minéral)
- adamsite-(Y) de couleur blanche, rose pâle, pourpre pâle à incolore. Découverte au mont Saint-Hilaire, Rouville (Québec, Canada).
- adélite CaMg(AsO4)(OH)
- admontite, borate, incolore. Découverte en 1979 à Admont, Styrie (Autriche).
- aegirine
- aenigmatite, inosilicate, couleur noir. Découverte en 1865 dans le massif d'Ilímaussaq (Groenland).
- aérinite, silicate, de couleur bleue à vert-bleu. Découverte en 1876 à Caserras, Aragon (Espagne).
- aerugite
- aeschynite-(Ce), oxyde, de couleur jaune, brun, noir. Découverte à Dolgiye Mosty, Miass, monts Ilmen, Chelyabinsk (Oural, Russie)
- aeschynite-(Nd), oxyde, de couleur brun clair à foncé. Découverte à Tatarka, Enisei, Krasnoyarskiy (Est-Sibérie, Russie).
- aeschynite-(Y), oxyde, de couleur noire, brune, jaune. Découverte à Hitterø, Flekkefjord, Vest-Agder (Norvège).
- afghanite, tectosilicate, de couleur bleue à bleuâtre. Découverte en 1968 à Sar-e-Sang, Badakhchan (Afghanistan).
- afwillite, subnésosilicate, de couleur blanche à incolore. Découverte en 1925 à Kimberley, North Cap (Afrique du Sud).
- agardite-(Ce) (Ce,Ca)Cu6(AsO4)3(OH)6 • 3 H2O arséniate, de couleur bleu-bleuâtre. Découverte à Wittichen, Forêt-noire, Bade-Wurtemberg (Allemagne).
- agardite-(Dy), arseniate, de couleur vert pré. Découverte à Wittichen, Forêt-noire, Bade-Wurtemberg (Allemagne).
- agardite-(La), arséniate, de couleur vert-jaune, vert-bleu, bleu-vert foncé à incolore. Découverte à Freudenstadt, Forêt-noire, Bade-Wurtemberg (Allemagne).
- agardite-(Nd), arséniate, de couleur vert pré. Découverte à Wittichen, Forêt-noire, Bade-Wurtemberg (Allemagne).
- agardite-(Y) de couleur vert-bleu. Découverte à Jebel Sarhro, Ouarzazate (Maroc). Dénommée en l'honneur de Jules Agard, géologue français.
- agrellite, phyllosilicate. Découverte près du lac Sheffield, Villedieu, Témiscamingue (Québec, Canada). Dénommée en l'honneur de S. O. Agrell.
- agriniérite (K2,Ca,Sr)(UO3)3 • 4 H2O hydroxyde d'uranium, de couleur orange. Découverte en 1972 à Compreignac, Razès, Haute-Vienne (France). Dénommée en l'honneur de H. Agrinier.
- aguilarite, sulfure, de couleur noire. Découverte en 1891 à La Luz, Guanajuato (Mexique).
- aheylite turquoise, phosphate, de couleur vert-bleu pâle. Découverte en 1986 à Huanuni, Dalence, Oruro (Bolivie).
- ahlfeldite (Ni,Co)SeO3 • 2 H2O sélénure, de couleur rose brunâtre à rouge. Découverte en 1935 à Pakajake canyon, Chayanta, Potosí (Bolivie).
- aïkinite CuPbBiS3, sulfosel de couleur noire. Découverte en 1843 à Rezovskii, Ekaterinberg, Sverdlovskaya (Oural, Russie). Dénommée en l'honneur d'Arthur Aikin (1773-1854), géologue anglais.
- ajoïte silicate, de couleur vert-bleu. Découverte en 1958 à Ajo, Pima (Arizona, USA).
- akaganéite
- akatoréite, sorosilicate, de couleur brun orangé. Découverte en 1971 à Akatore Creek, Dunedin, Otago, South Island (Nouvelle-Zélande).
- akdalaïte, hydroxyde, de couleur blanche. Découverte en 1970  Kara-Oba, désert Betpakdala, Qaraghandy (Kazakhstan).
- akermanite
- akhtenskite, oxyde, de couleur gris foncé à noire. Découverte en 1979 à Akhtenskoye, Magnitka, Chelyabinsk (Oural, USA).
- Akimotoïte (en), silicate (Mg,Fe)SiO3, incolore. Découverte dans une météorite à Tenham Station, South Gregory, Queensland (Australie). Dénommée en l'honneur de Syun-iti Akimoto (1925-).
- akrochordite, phosphate, de couleur rouge à brun. Découverte en 1922 à Långban, Filipstad, Värmland (Suède).
- aksaïte, borate, de couleur gris clair à incolore. Découverte en 1962 dans la vallée Aksai, Aqtöbe (Kazakhstan).
- aktashite sulfure, de couleur noire. Découverte en 1968 à Aktash, monts Altaï, Kosh-Agach, république de l'Altaï, ouest-Sibérie (Russie).
- alabandite sulfure, de couleur blanche. Découverte en 1832 à Alabanba, Aydin, Aegean (Turquie).
- alacranite, sulfure, de couleur jaune-orange. Découverte en 1986 à Alacrán, Pampa Larga (Chili).
- alamosite inosilicate, de couleur blanc à incolore. Découverte en 1909 à Alamos, Sonora (Mexique).
- alarsite, phosphate, de couleur blanche, crème à incolore. Découverte sur le volcan Tolbatchik, péninsule du Kamtchatka (Russie).
- albite
- albrechtschraufite, uranyle-carbonate, de couleur vert-jaune. Découverte en 1984 à Saint-Joachimsthal, Erzgebirge, Bohême (République tchèque).
- alcantarillaïte
- aldermanite, phosphate, incolore. Découverte en 1981 à Angaston, mont Lofty Range, sud de l'Australie.
- aleksite, sulfure, de couleur grise. Découverte en 1978 à la mine Alekseevskoye, Sutamskii, Stanovoi Range, Iakoutie (Sibérie, Russie).
- alfortsite, phosphate, incolore. Découverte en 1981 à Big Creek, Fresno (Californie, USA).
- algodonite, sulfure, de couleur grise à blanche. Découverte en 1857 dans les mines Algodones, Coquimbo (Chili).
- allabogdanite (Fe,Ni)2P, phosphure microscopique de couleur jaune paille clair. Découvert en 1997 dans les débris de la météorite tombée en 1857 dans la vallée de la rivière Onello, Bol'shoy Dolguchan River, Aldan shield, Iakoutie, Russie.
- allactite
- aliettite, phyllosilicate, de couleur blanche. Découverte en 1968 à Monte Chiaro, Taro Valley, Parme, Émilie-Romagne (Italie).
- allanite-(Ce) épidote, sorosilicate, de couleur brune à noire. Découverte à Qeqerssuatsiaq, Aluk (Groenland).
- allanite-(La) épidote, sorosilicate, de couleur brune à noire. Découverte à Olenchik Island, Chupa Bay, Karélie (Russie).
- allanite-(Y) épidote, sorosilicate, de couleur brune à noire.
- allargentum Ag1-xSbx (x = 0,009-0,16) sulfure, de couleur blanche. Découverte en 1950 à Cobalt, Coleman Township, Timiskaming, Ontario (Canada).
- alleghanyite subnésosilicate, de couleur rose-gris. Découverte en 1932 à Sparta, Alleghany (Caroline du Nord, USA).
- allemontite, alliage natif d'antimoine Sb et d'arsenic As (aujourd'hui regroupée avec le stibarsen).
- alloclasite (Co,Fe)AsS sulfure, de couleur blanche. Découverte en 1866 à Oravicza, Caras-Severin (Roumanie).
- allophane
- alluaivite, cyclosilicate, incolore. Découverte en 1990 au mont Alluaiv, massif du Lovozero, Péninsule de Kola, Mourmansk (Russie).
- alluaudite
- almandin
- almarudite
- alstonite
- altaïte
- althausite
- althupite
- altisite
- aluminite
- aluminocéladonite
- aluminocopiapite
- alumohydrocalcite
- alumoklyuchevskite
- alumopharmacosidérite KAl4(AsO4)3(OH)4 • 6,5 H2O arséniate. Découverte en 1981 à Guanaco, Taltal, Antofagasta (Chili).
- alumotantite
- alumotungstite
- alunite
- alunogène
- alvanite
- amakinite
- amarantite
- amarillite
- amazonite
- amblygonite
- ameghinite
- amésite
- amicite
- aminoffite
- ammonioalunite
- ammonioborite
- ammoniojarosite
- ammonioleucite
- amstallite
- analcime
- anandite
- anapaïte
- anatase
- ancylite-(Ce)
- ancylite-(La)
- andalousite
- andersonite
- andorite
- andorite IV
- andradite
- andrémeyerite
- androsite-(La)
- anduoïte
- andyrobertsite
- angelellite
- anglésite
- anhydrite
- anilite
- ankangite
- ankérite
- annabergite
- annite
- anorthite
- anorthoclase
- antarcticite
- anthoinite ou anthoïnite oxyde, de couleur blanche. Découverte à Maniema, Kivu, République démocratique du Congo. Utilisée dans la métallurgie du tungstène.
- anthonyite
- anthophyllite
- antigorite
- antimonpearceite
- antimonsélite
- antimoine natif
- antlérite
- anyuiite
- apachite
- apatite
- aphthalose
- aphthitalite, synonyme d'Aphthalose
- apjohnite
- aplowite
- apophyllite
- apuanite
- aragonite
- arakiite
- aramayoïte Ag(Sb,Bi)S2
- aravaïpaïte
- arcanite
- archerite
- arctite
- arcubisite
- ardaïte
- ardéalite
- ardennite
- arfvedsonite
- argentojarosite
- argentopentlandite
- argentopyrite AgFe2S3
- argentotennantite
- argutite
- argyrodite
- arhbarite
- aristaraïnite
- armalcolite
- armangite
- arménite
- armstrongite
- arrojadite
- arsenbrackebuschite
- arsendescloizite PbZn(AsO4)(OH) arséniate, de couleur jaune clair. Découverte en 1982 à Tsumeb, Otavi (Namibie).
- arsenic natif
- arséniopléite
- arséniosidérite
- arsénoclasite
- arsénocrandallite
- arsénoflorencite-(Ce)
- arsénogorceixite
- arsénogoyazite
- arsénohauchecornite
- arsénolamprite
- arsénolite
- arsénopalladinite
- arsénopyrite
- arsénosulvanite
- arsenpolybasite ou arsénopolybasite
- arsentsumebite ou arsentsumébite
- arsénuranospathite
- arsénuranylite
- arthurite
- artinite
- artroéïte
- arupite
- arzakite
- arzrunite, sulfate. Découverte à Challacollo, Tarapacá (Chili).
- asbecasite ou asbécasite
- asbolane
- aschamaltite
- ashburtonite
- ashcroftine-(Y)
- ashverite (aucune attestation)
- asisite
- asselbornite
- astrocyanite-(Ce)
- astrophyllite
- atacamite Cu2Cl(OH)3
- atelestite ou atélestite
- athabascaïte
- athénéite
- atlasonite
- atokite
- attakolite
- aubertite
- augelite ou augélite
- augite
- aurichalcite
- auricupride
- aurorite, oxyde, de couleur blanc crème à grise. Découverte en 1967 dans la mine Aurora, Treasure Hill, Hamilton (Nevada).
- aurostibite
- austinite, dénommée en l'honneur du minéralogiste américain Austin Flint Rogers (1877-1957).
- autunite
- avériévite
- avicennite
- avogadrite
- awaruite
- axinite
- azoproïte
- Azurite